# 다노정
다노정(일본어: 田野町)은 일본 고치현 동부에 있는 아키군의 정이다. 시코쿠에서 가장 면적이 작은 자치체이다.

## 지리

### 인접한 자치체
- 기타가와촌
- 나하리정
- 야스다정

## 역사
- 1889년 - 정촌제 시행으로 다노촌이 성립하였다.
- 1920년 5월 1일 - 정으로 승격해 다노정이 되었다.

## 교통

### 철도
- 도사쿠로시오 철도 아사선

### 도로
- 국도 55호선